# Ratusz w Nowej Rudzie
Ratusz w Nowej Rudzie został wzniesiony w 1884. W latach 1892–1894 został rozbudowany. Obecnie jest siedzibą władz miejskich Nowej Rudy.

## Historia
Pierwszy drewniany ratusz w Nowej Rudzie pochodził z roku 1445, obiekt ten spłonął w roku 1622. W połowie XVII wieku został odbudowany, w roku 1844 znowu spłonął w pożarze, który strawił śródmieście miasta. W latach 1844–1845 został odbudowany, a w okresie od 1892 do 1894 przeprowadzono ostatnią rozbudowę, podczas której podniesiono dach oraz ozdobiono portal, wykusze i okienne szczyty. Przeróbki te nadały budowli obecny kształt. Decyzją wojewódzkiego konserwatora zabytków z dnia 21 września 1983 ratusz został wpisany do rejestru zabytków. 

## Architektura
Neorenesansowa budowla została wzniesiona na planie czworoboku, posiada dwie kondygnacje, bogato zdobiony ryzalit, wiele traktów i jest nakryta dachami wielospadowymi. Ratusz posiada wieżę zegarową z widokową galeryjką i czterospadowym hełmem z iglicą. Wewnątrz są interesujące pomieszczenia, z których najciekawsza jest sala posiedzeń z witrażami z trawionego szkła. W narożniku ratusza stoi figura świętego Floriana z 1756, a obok fontanna z figurą przedstawiającą chrzest Chrystusa.

## Galeria

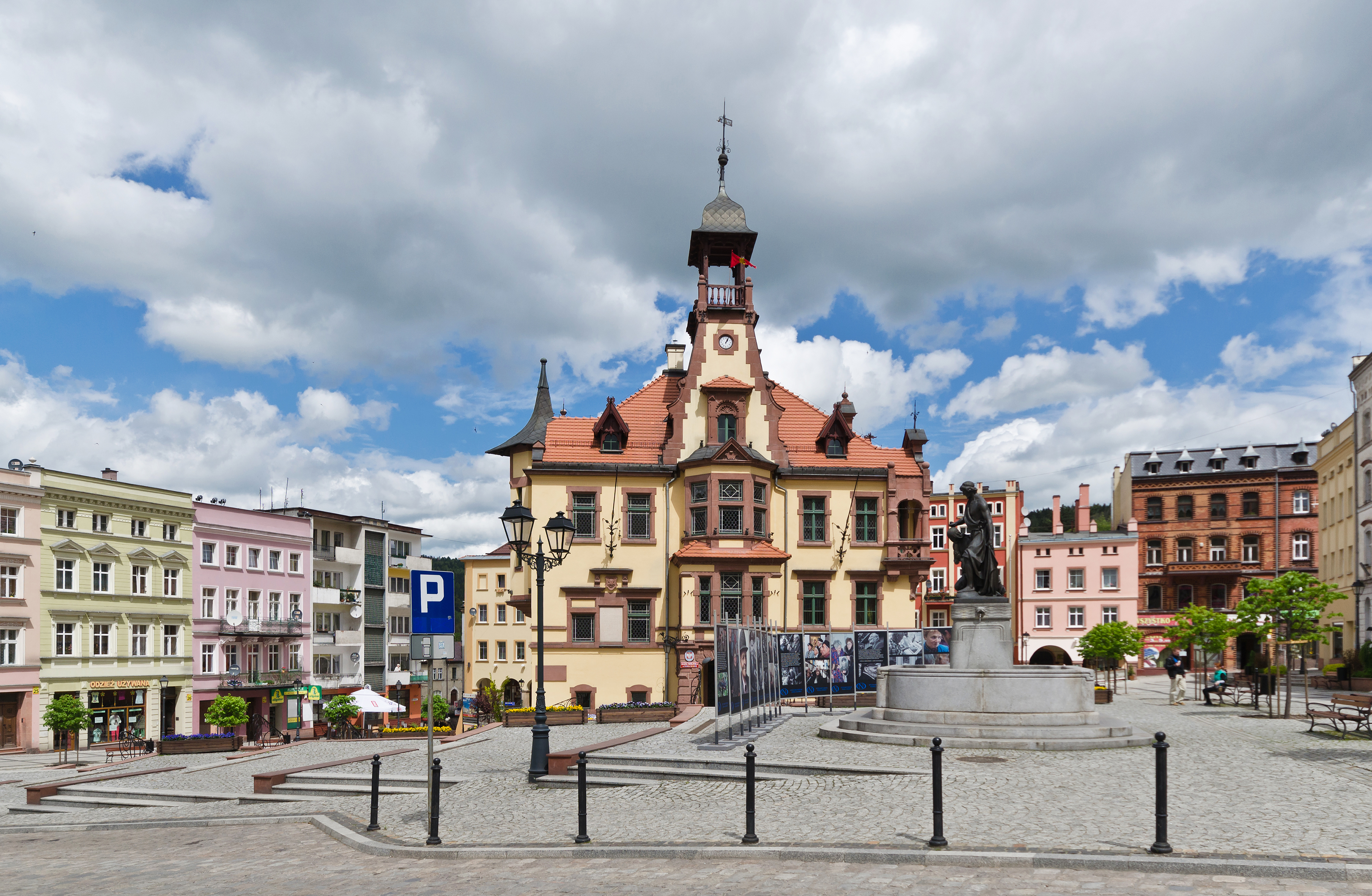
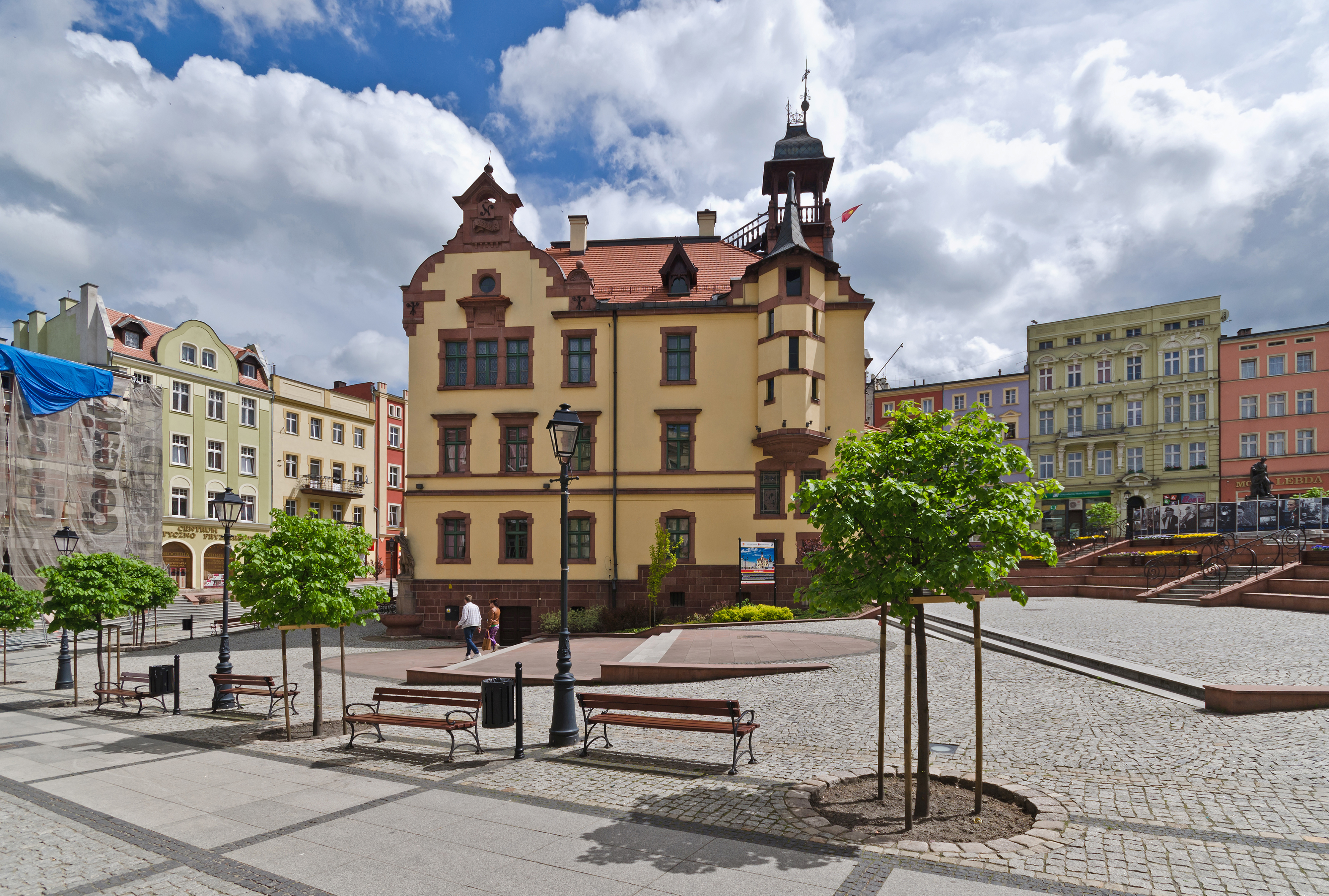
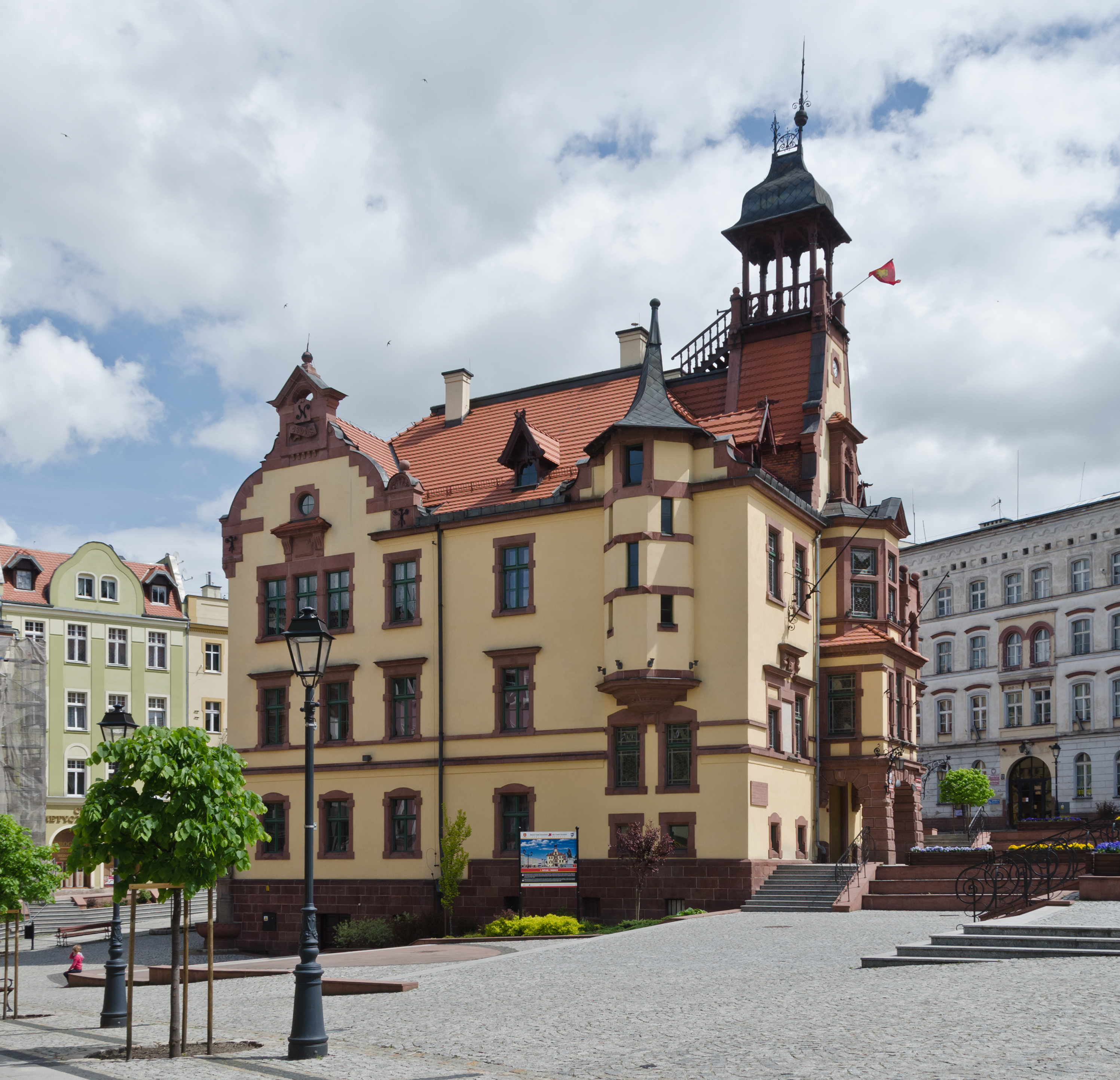
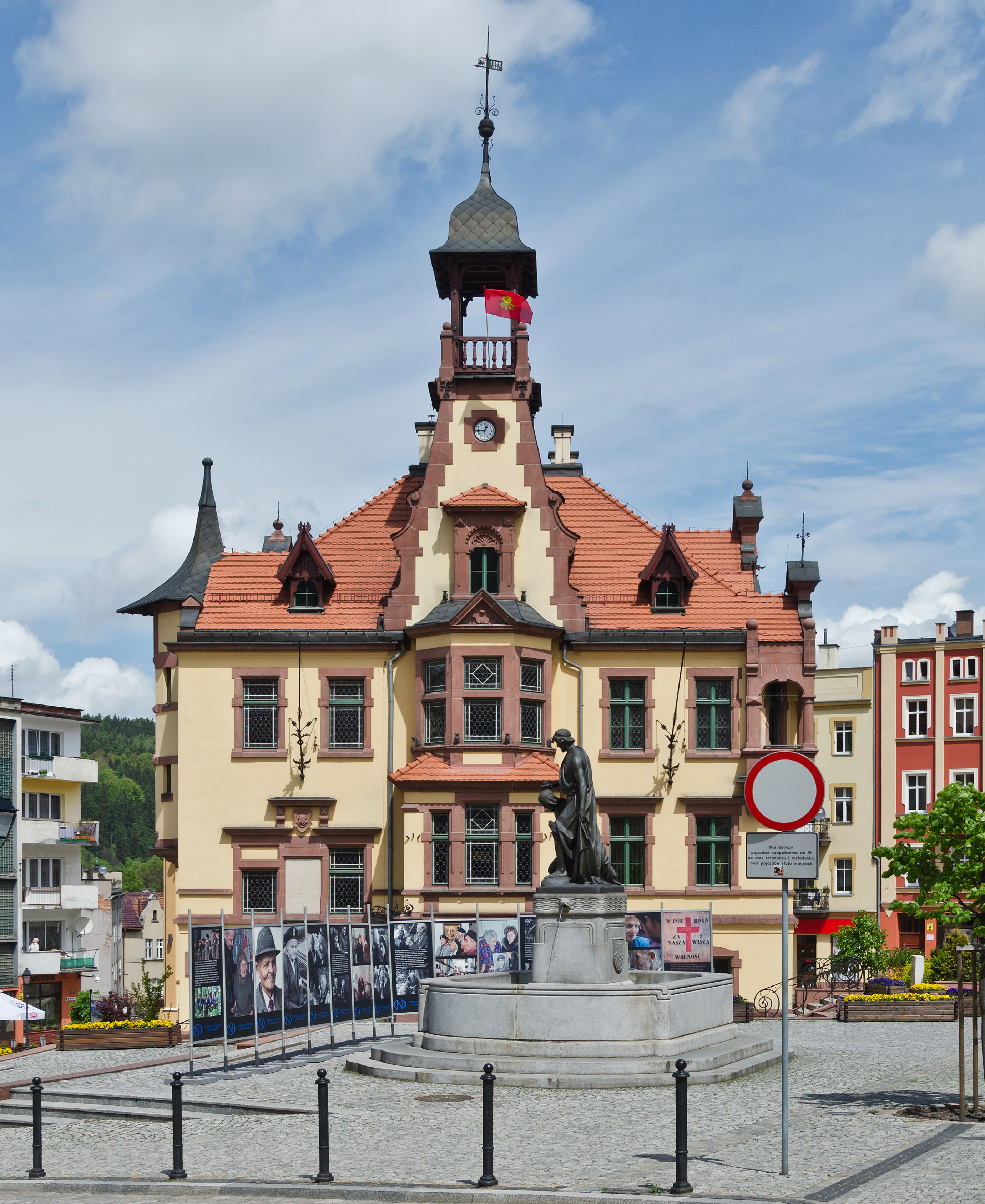
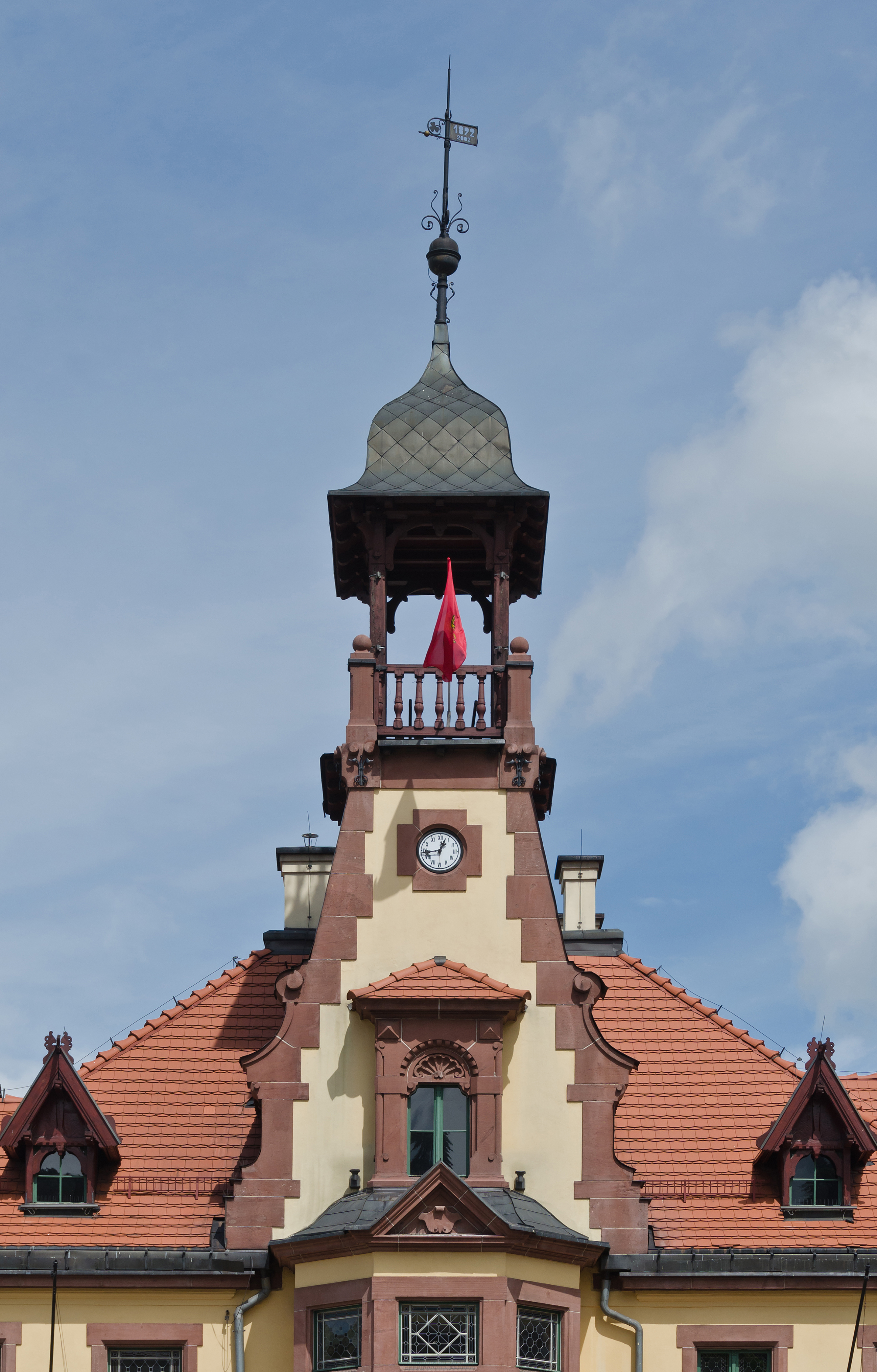
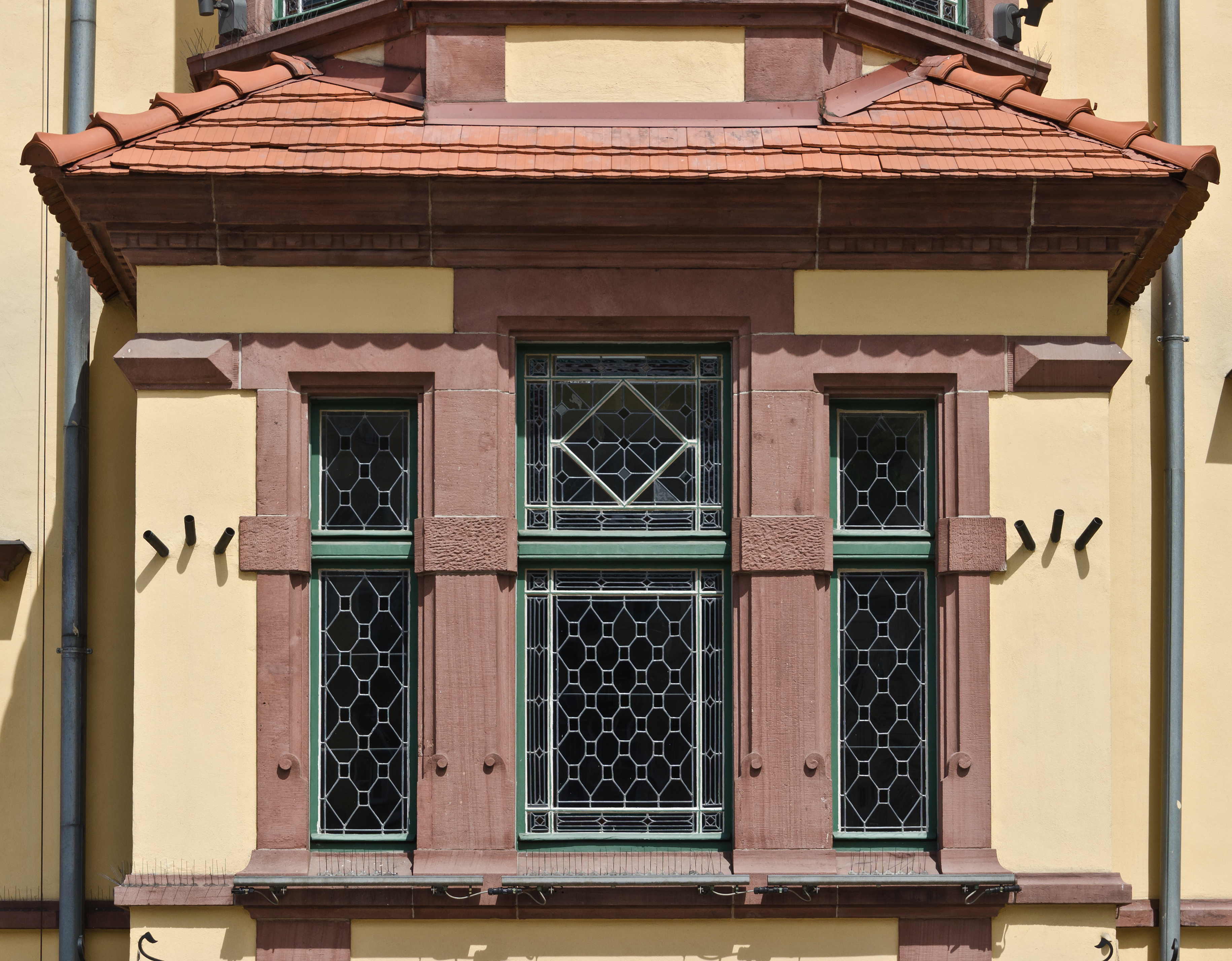
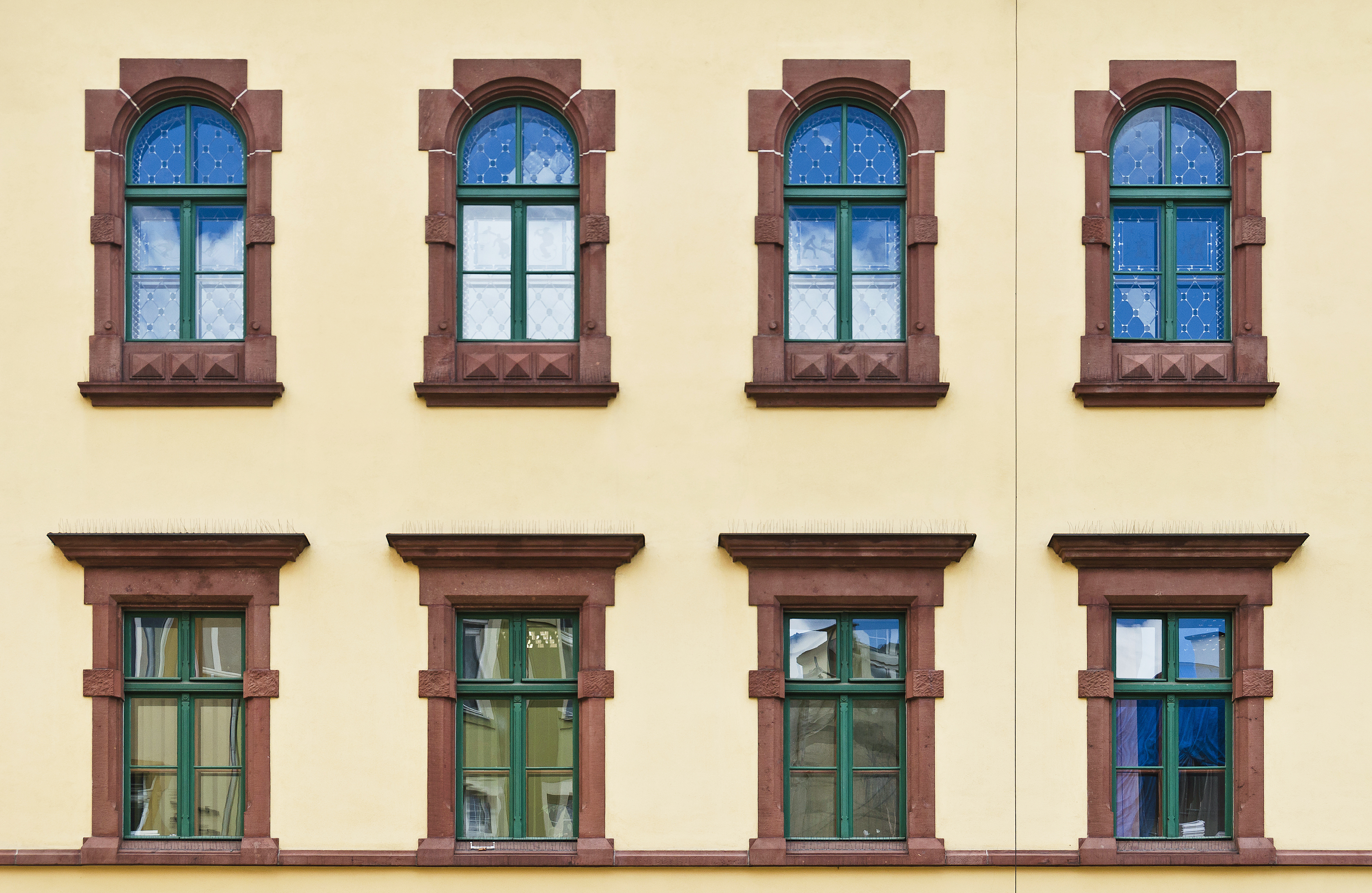
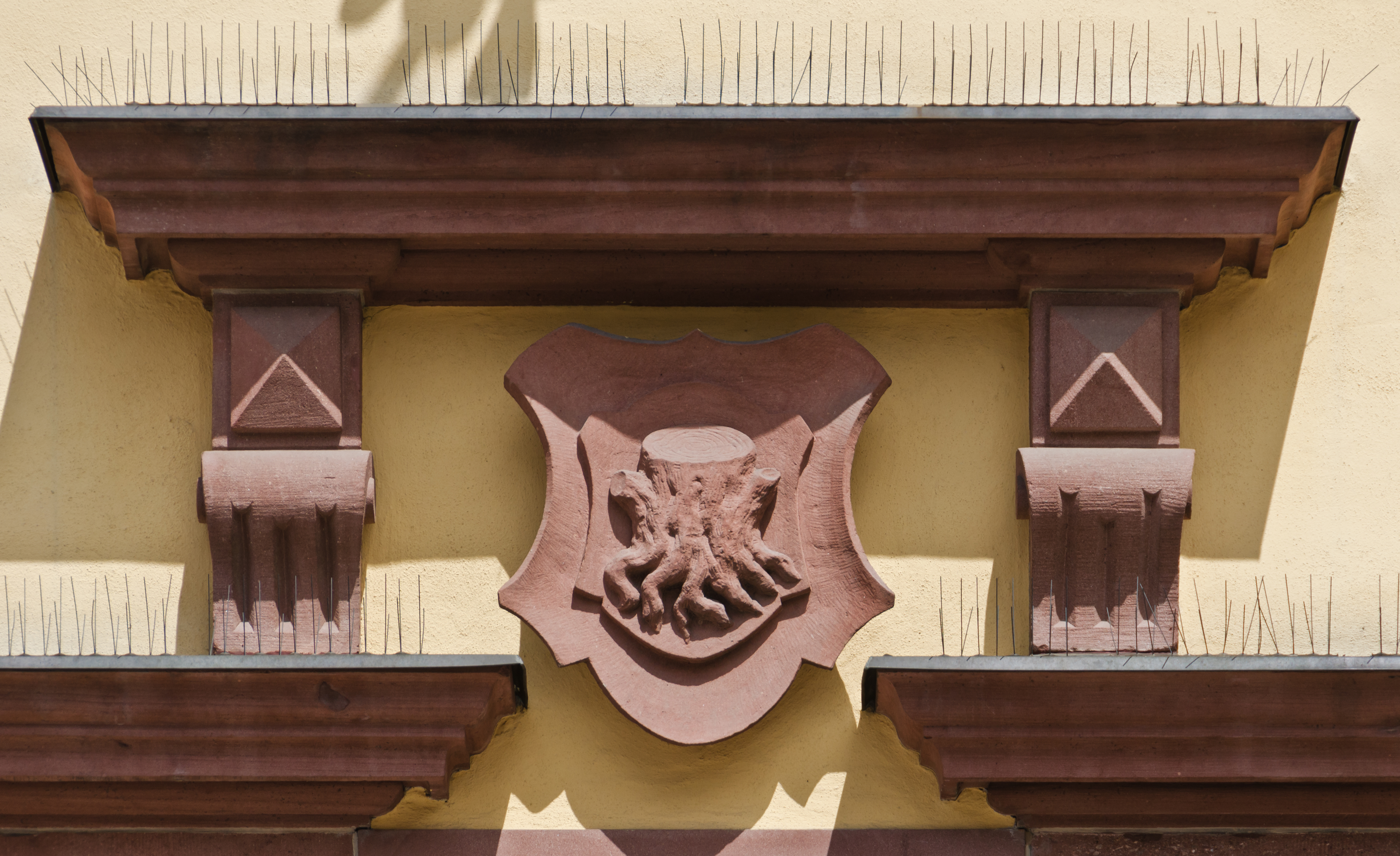
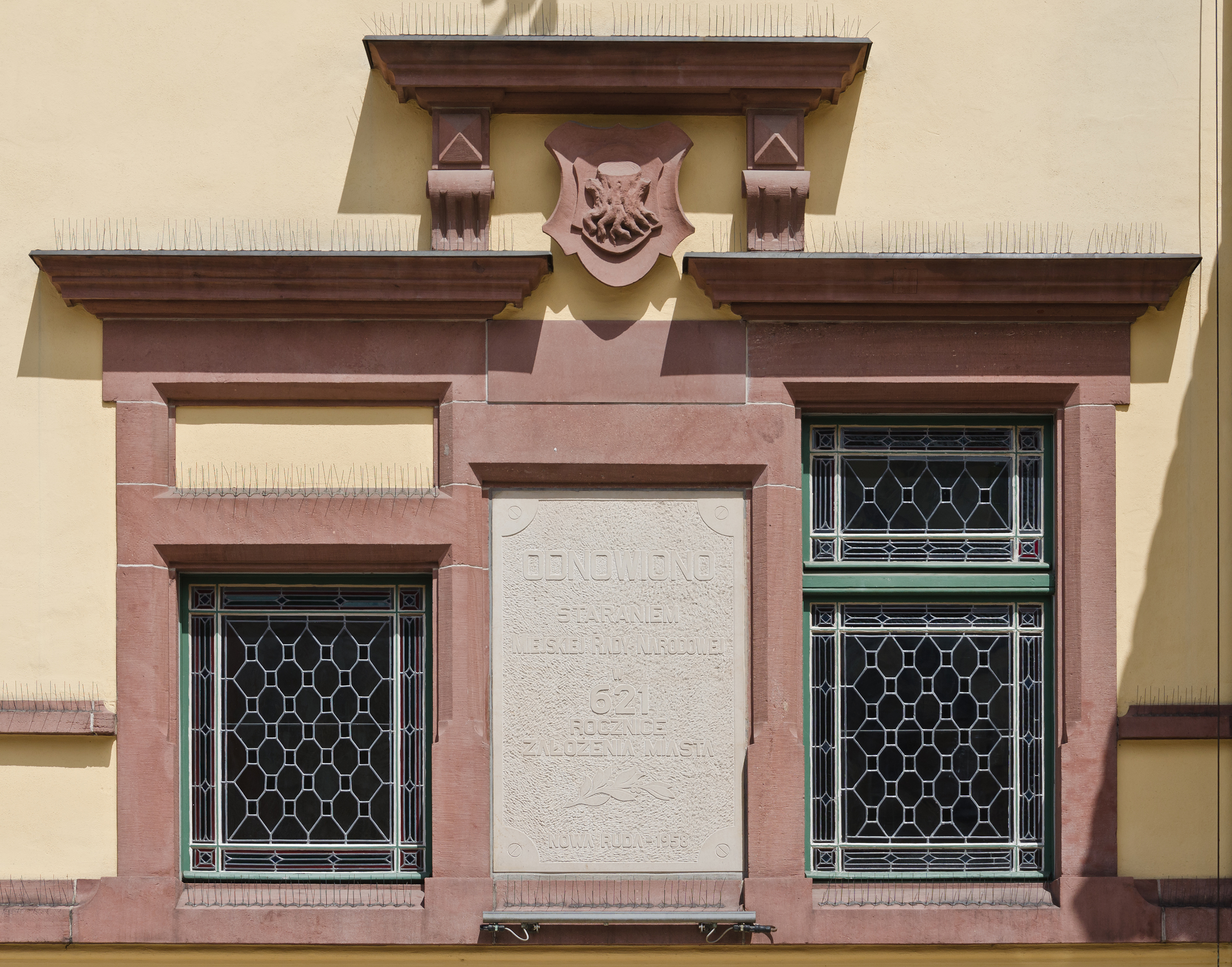
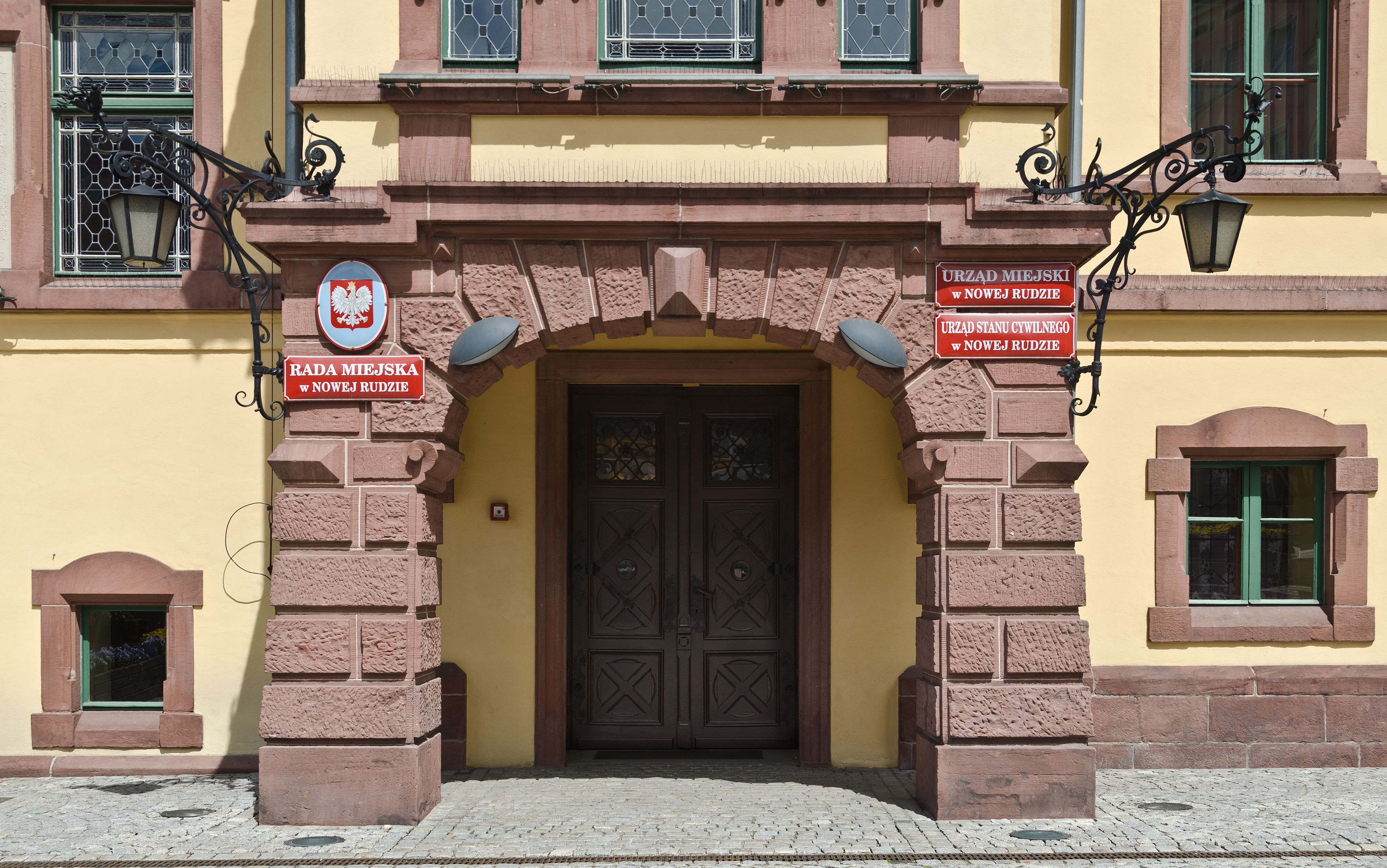
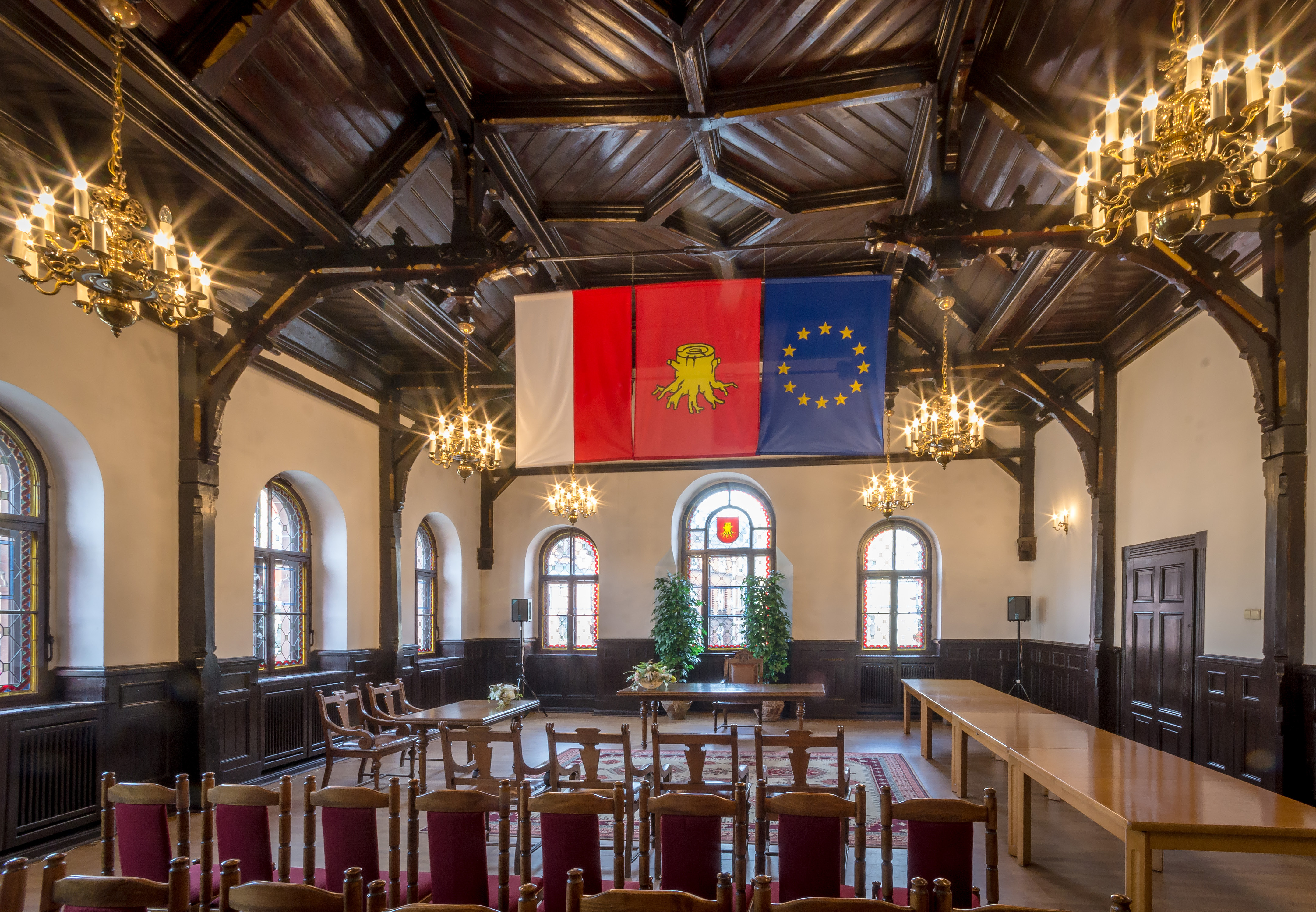
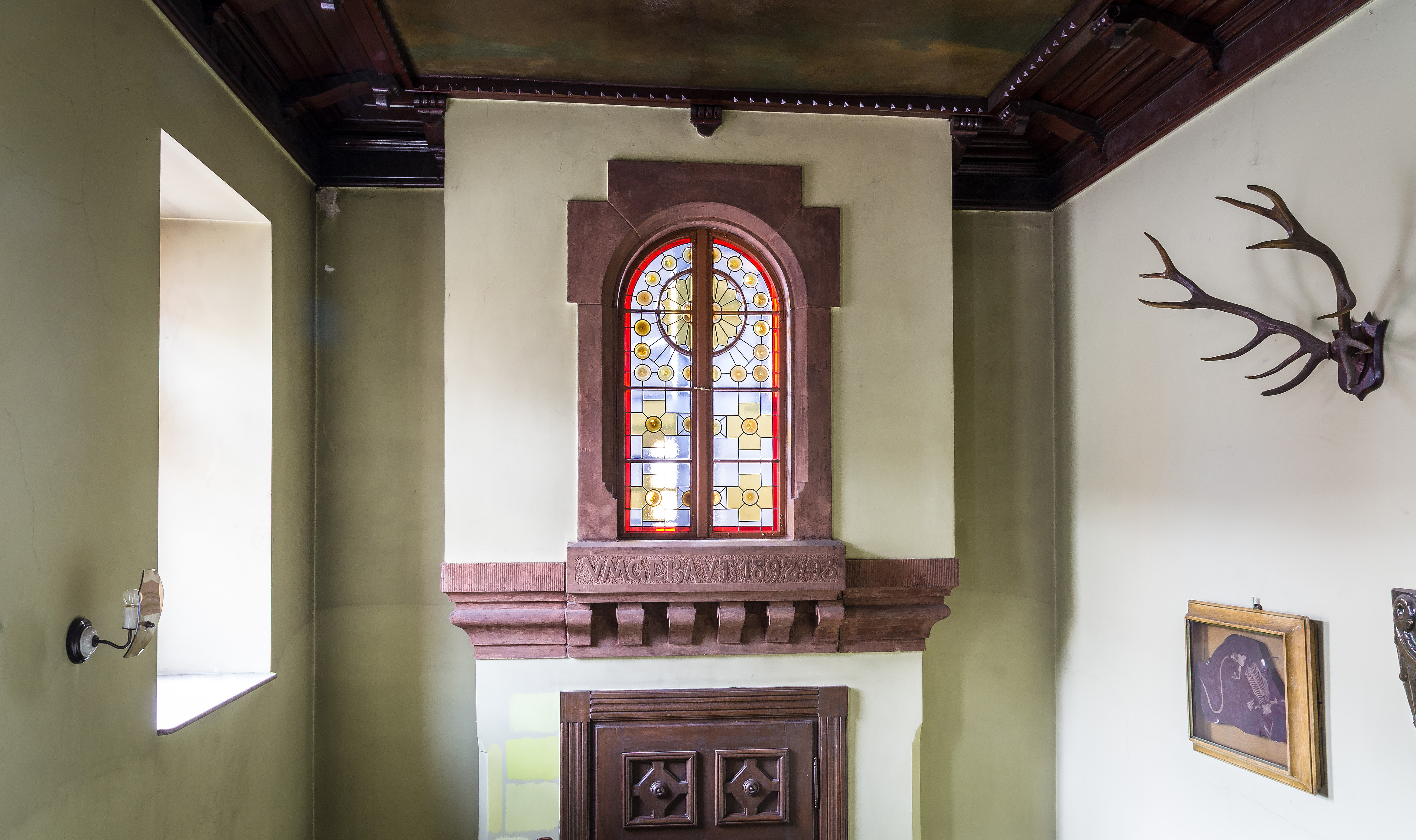
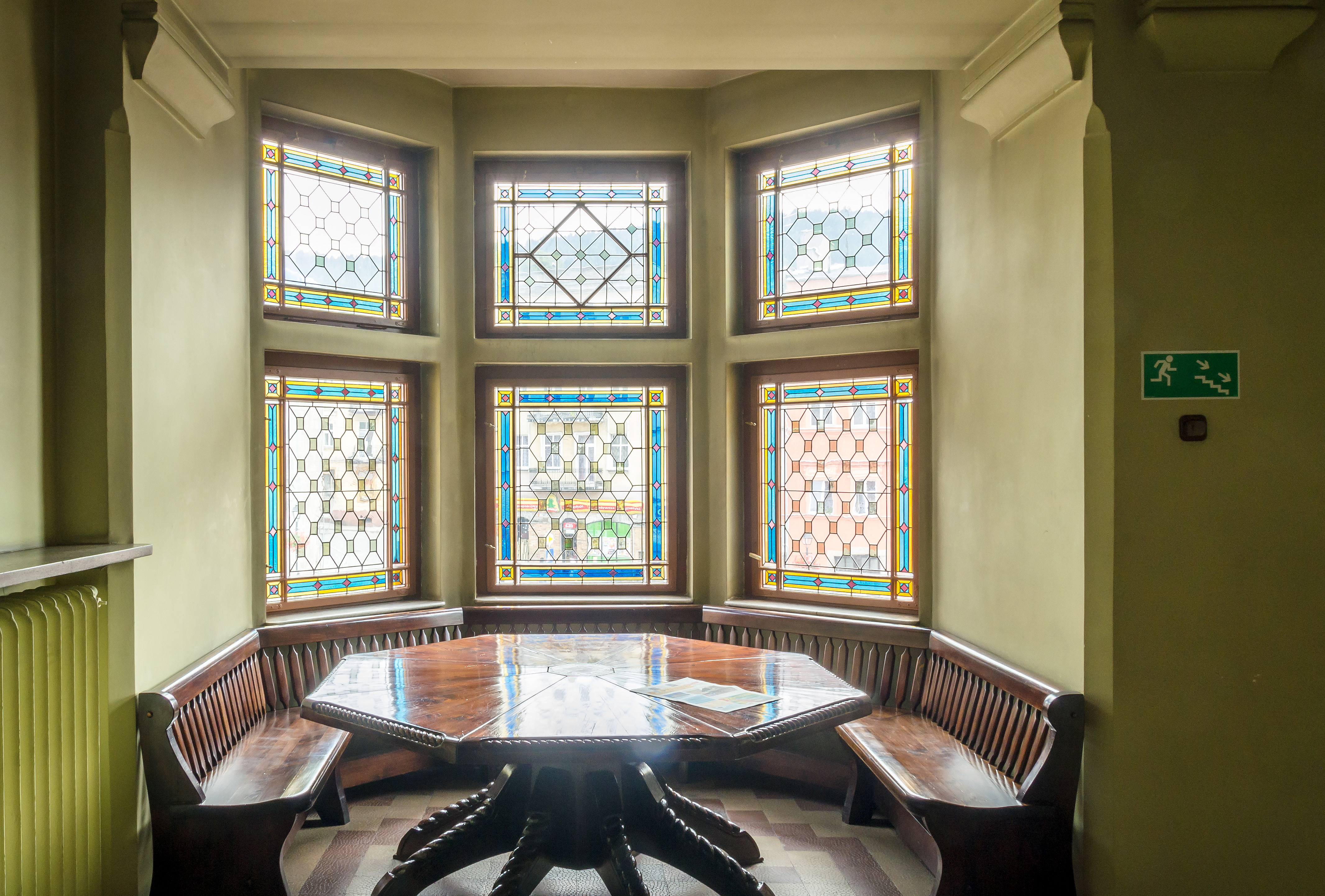
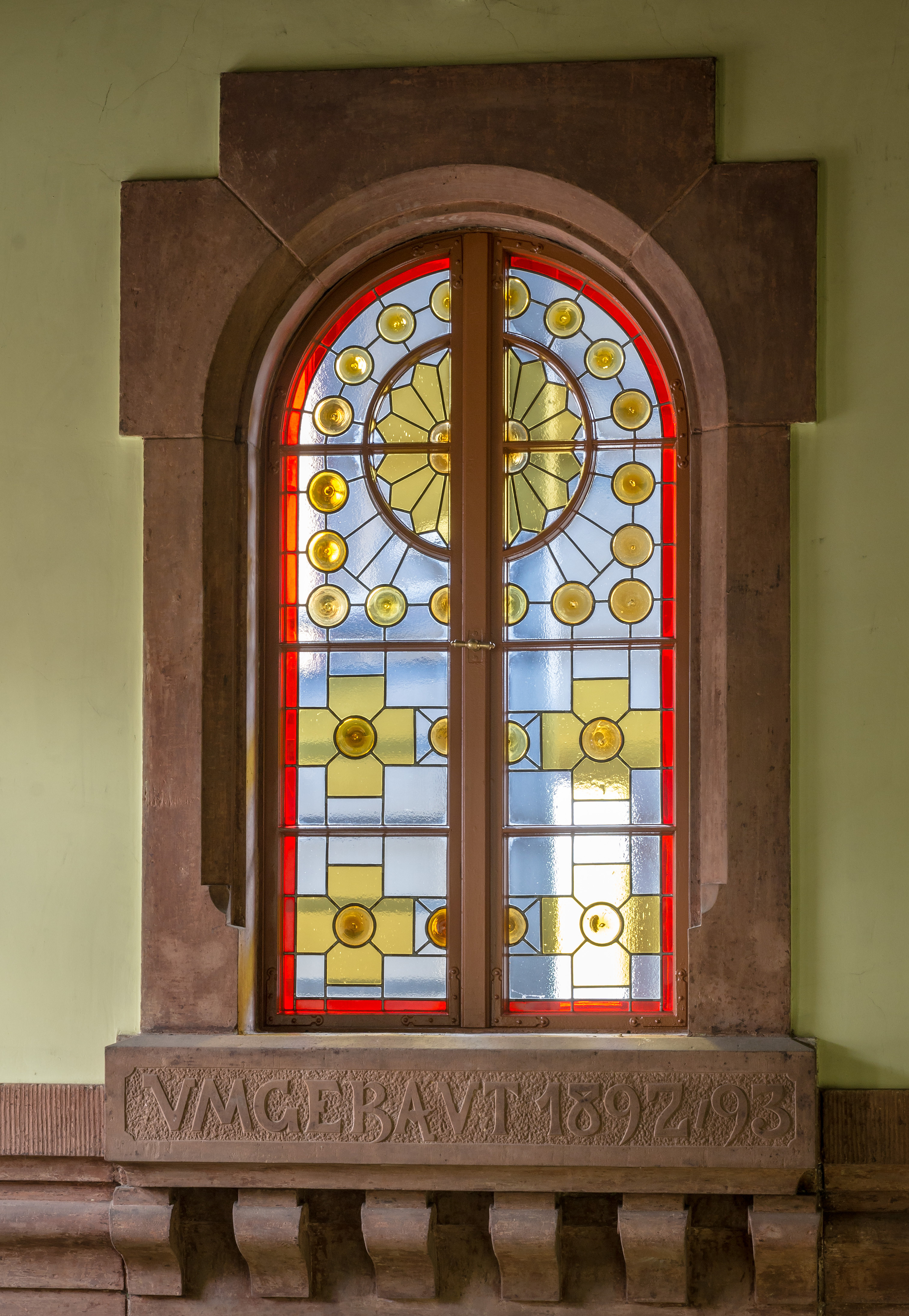